# Campeonato Provincial de Segunda Categoría de Pichincha 2012
El Campeonato Provincial de Segunda Categoría de Pichincha 2012 es un torneo de fútbol en Ecuador en cual compiten equipos de la Provincia de Pichincha. El torneo es organizado por Asociación de Fútbol No Amateur de Pichincha (AFNA) y avalado por la Federación Ecuatoriana de Fútbol. El torneo inició en marzo de 2012. Participan 11 clubes de fútbol. 
Hasta la tercera fecha participó el equipo Virginia, siendo reemplazado por el cuadro  de la Universidad Internacional del Ecuador, que adquirió su franquicia.

## Equipos participantes
| Equipos participantes                 | Equipos participantes | Equipos participantes                                                        |
| ------------------------------------- | --------------------- | ---------------------------------------------------------------------------- |
|                                       |                       |                                                                              |
| Equipo                                | Ciudad                | Estadio                                                                      |
| América de Quito                      | Quito                 | Estadio Olímpico Atahualpa                                                   |
| Aucas                                 | Quito                 | Estadio de Sociedad Deportiva Aucas                                          |
| Chile                                 | Uyumbicho             | Estadio El Chan de la Liga Deportiva Cantonal de Mejía                       |
| Clan Juvenil                          | Sangolquí             | Estadio Rumiñahui de la Liga Deportiva Cantonal de Rumiñahui                 |
| Cuniburo                              | Cayambe               | Estadio Olímpico Guillermo Albornoz de la Liga Deportiva Cantonal de Cayambe |
| Juventud Independiente Tabacundo      | Tabacundo             | Estadio de la Liga Deporiva Cantonal de Pedro Moncayo                        |
| Real Sociedad                         | Sangolquí             | Estadio Rumiñahui de la Liga Deportiva Cantonal de Rumiñahui                 |
| Rumiñahui                             | Machachi              | Estadio El Chan de la Liga Deportiva Cantonal de Mejia                       |
| Universidad Internacional del Ecuador | Quito                 | Estadio Universitario César Aníbal Espinoza                                  |
| Universidad San Francisco de Quito    | Cumbayá               | Estadio Francisco Reinoso de la Liga Deportiva Parroquial de Cumbayá         |
| Universidad Tecnológica Equinoccial   | Quito                 | Estadio de la Liga Deportiva Parroquial de Nayón                             |

## Equipos por cantón
| Cantón        | N.º | Equipos                                                        |
| ------------- | --- | -------------------------------------------------------------- |
| Quito         | 5   | - América de Quito - Aucas - FC UIDE - USFQ - U.T. Equinoccial |
| Rumiñahui     | 2   | - Real Sociedad - Clan Juvenil                                 |
| Mejía         | 2   | - Chile - Rumiñahui                                            |
| Cayambe       | 1   | - Cuniburo FC                                                  |
| Pedro Moncayo | 1   | - J.I. de Tabacundo                                            |

| Cuniburo J.I. de Tabacundo Clan Juvenil Real Sociedad Chile U.T. Equinoccial América de Quito FC UIDE Aucas USFQ Rumiñahui |

## Clasificación
| Equipo | Equipo           | Pts | PJ | PG | PE | PP | GF | GC | Dif |
| ------ | ---------------- | --- | -- | -- | -- | -- | -- | -- | --- |
| 1º     | Aucas            | 46  | 20 | 14 | 4  | 2  | 39 | 13 | +26 |
| 2º     | Cuniburo         | 40  | 20 | 12 | 4  | 4  | 39 | 17 | +22 |
| 3º     | UTE              | 39  | 20 | 12 | 3  | 5  | 31 | 22 | +9  |
| 4º     | USFQ             | 27  | 20 | 7  | 6  | 7  | 19 | 21 | -2  |
| 5º     | Clan Juvenil     | 26  | 20 | 7  | 5  | 8  | 25 | 25 | 0   |
| 6º     | Chile            | 24  | 20 | 6  | 6  | 8  | 28 | 38 | -10 |
| 7º     | América de Quito | 20  | 20 | 4  | 8  | 8  | 26 | 32 | -6  |
| 8º     | Rumiñahui        | 20  | 20 | 5  | 5  | 10 | 26 | 35 | -9  |
| 9º     | UIDE             | 17  | 20 | 4  | 5  | 11 | 21 | 31 | -10 |
| 10º    | JIT              | 16  | 20 | 8  | 4  | 8  | 37 | 30 | +7  |
| 11º    | Real Sociedad    | 15  | 20 | 3  | 6  | 11 | 17 | 44 | -27 |

| L\V  | AME   | AUC   | CHI   | CJU   | CUN   | JIT   | RSO   | RUM   | UIDE  | USFQ  | UTE   |
| AME  |       | 0 - 1 | 2 - 1 | 0 - 1 | 0 - 3 | 3 - 2 | 1 - 1 | 0 - 0 | 1 - 0 | 1 - 2 | 1 - 2 |
| AUC  | 2 - 2 |       | 6 - 1 | 1 - 0 | 3 - 1 | 2 - 1 | 4 - 0 | 4 - 1 | 1 - 1 | 2 - 0 | 2 - 0 |
| CHI  | 2 - 2 | 1 - 4 |       | 1 - 0 | 0 - 0 | 2 - 2 | 3 - 1 | 4 - 2 | 0 - 1 | 1 - 2 | 2 - 1 |
| CJU  | 2 - 2 | 3 - 1 | 0 - 1 |       | 0 - 3 | 2 - 2 | 1 - 2 | 4 - 3 | 0 - 1 | 1 - 1 | 0 - 1 |
| CUN  | 2 - 1 | 0 - 0 | 2 - 2 | 0 - 1 |       | 1 - 0 | 4 - 1 | 4 - 0 | 2 - 0 | 3 - 0 | 2 - 3 |
| JIT  | 2 - 1 | 0 - 1 | 3 - 0 | 2 - 2 | 5 - 2 |       | 3 - 0 | 1 - 2 | 3 - 2 | 2 - 0 | 2 - 1 |
| RSO  | 2 - 2 | 0 - 2 | 3 - 1 | 0 - 4 | 0 - 6 | 0 - 2 |       | 2 - 0 | 1 - 1 | 2 - 2 | 1 - 2 |
| RUM  | 1 - 1 | 0 - 1 | 2 - 2 | 1 - 2 | 0 - 1 | 3 - 1 | 0 - 0 |       | 3 - 0 | 2 - 0 | 2 - 1 |
| UIDE | 3 - 4 | 0 - 2 | 2 - 2 | 0 - 1 | 0 - 1 | 2 - 2 | 1 - 1 | 3 - 1 |       | 2 - 1 | 1 - 2 |
| USFQ | 1 - 1 | 0 - 0 | 2 - 0 | 2 - 0 | 1 - 2 | 2 - 1 | 2 - 0 | 0 - 0 | 1 - 0 |       | 0 - 0 |
| UTE  | 2 - 1 | 2 - 0 | 1 - 2 | 1 - 1 | 0 - 0 | 2 - 1 | 3 - 0 | 4 - 3 | 2 - 1 | 1 - 0 |       |

|  | Clasificó al Campeonato Zonal de la Segunda Categoría |
|  | Descendió a la Copa Pichincha.                        |

## Evolución de posiciones
| Equipo\Fecha  | 1   | 2   | 3   | 4   | 5   | 6   | 7   | 8    | 9   | 10   | 11  | 12  | 13  | 14  | 15  | 16  | 17  | 18  | 19   | 20  | 21   | 22  |
| América       | 4°  | 8°  | 10° | 7°  | 7°  | 8°  | 8°  | 8°   | 8°  | 8°   | 9°  | 8°  | 7°  | 7°  | 7°  | 7°  | 8°  | 7°  | 8°   | 8°  | 8°   | 7°  |
| Aucas         | 1°  | 1°  | 2°  | 2°  | 2°  | 1°  | 1°  | 1°   | 1°  | 1°   | 1°  | 1°  | 1°  | 1°  | 1°  | 1°  | 1°  | 1°  | 1°   | 1°  | 1°   | 1°  |
| Chile         | 6°  | 6°  | 8°  | 8°  | 9°  | 7°  | 7°  | 6°   | 7°  | 6°   | 7°  | 7°  | 8°  | 8°  | 8°  | 8°  | 7°  | 8°  | 7°   | 7°  | 7°   | 6°  |
| Clan Juvenil  | 10° | 11° | 7°  | 9°  | 8°  | 9°  | 10° | 10°  | 9°  | 7°   | 6°  | 5°  | 5°  | 5°  | 5°  | 5°  | 5°  | 6°  | 5°   | 6°  | 6°   | 5°  |
| Cuniburo      | 7°  | 9°  | 5°  | 3°  | 5°  | 5°  | 5°  | 4°   | 2°  | 3°   | 4°  | 4°  | 4°  | 4°  | 3°  | 2°  | 3°  | 3°  | 2°   | 2°  | 2°   | 2°  |
| JIT           | 9°  | 4°  | 3°  | 5°  | 4°  | 4°  | 3°  | 3°   | 4°  | 4°   | 3°  | 2°  | 3°  | 3°  | 4°  | 4°  | 4°  | 4°  | 4°   | 5°  | 4°   | 10° |
| Real Sociedad | 5°  | 7°  | 9°  | 11° | 10° | 11° | 9°  | 11°  | 11° | 11°  | 11° | 11° | 11° | 11° | 11° | 11° | 11° | 11° | 11°  | 11° | 11°  | 11° |
| Rumiñahui     | 8°  | 10° | 11° | 10° | 11° | 10° | 11° | 9°   | 10° | 10°  | 8°  | 9°  | 10° | 10° | 10° | 10° | 9°  | 9º  | 9º   | 9º  | 9º   | 8º  |
| UIDE          | 3°  | 3°  | 6°  | 6°  | 6°  | 6°  | 6°  | 7°   | 6°  | 9°   | 10° | 10° | 9°  | 9°  | 9°  | 9°  | 10° | 10° | 10º  | 10º | 10º  | 9º  |
| USFQ          | 11° | 5°  | 4°  | 4°  | 3°  | 2°  | 4°  | 5°   | 5°  | 5°   | 5°  | 6°  | 6°  | 6°  | 6°  | 6°  | 6°  | 5°  | 6°   | 4°  | 5°   | 4°  |
| UTE           | 2°  | 2°  | 1°  | 1°  | 1°  | 3°  | 2°  | 2°   | 3°  | 2°   | 2°  | 3°  | 2°  | 2°  | 2°  | 3°  | 2°  | 2°  | 3°   | 3°  | 3°   | 3°  |
| Equipo libre  | RUM | RSO | AUC | JIT | CJU | CUN | CHI | UIDE | UTE | USFQ | AME | RUM | RSO | AUC | JIT | CJU | CUN | CHI | UIDE | UTE | USFQ | AME |

## Calendario
| UTE              | 2 - 1 | JIT           | Estadio de Nayón                    | 10 de marzo |
| Chile            | 0 - 0 | Cuniburo      | Estadio El Chan                     | 10 de marzo |
| América de Quito | 1 - 1 | Real Sociedad | Estadio Olímpico Atahualpa          | 10 de marzo |
| Clan Juvenil     | 0 - 1 | Virginia      | Estadio Rumiñahui                   | 10 de marzo |
| Aucas            | 2 - 0 | USFQ          | Estadio de Sociedad Deportiva Aucas | 11 de marzo |

| Virginia  | 2 - 2 | Chile            | Estadio Francisco Reinoso           | 17 de marzo |
| USFQ      | 2 - 0 | Clan Juvenil     | Estadio Francisco Reinoso           | 18 de marzo |
| Cuniburo  | 2 - 3 | UTE              | Estadio Olímpico Guillermo Albornoz | 18 de marzo |
| JIT       | 2 - 1 | América de Quito | Estadio de Tabacundo                | 18 de marzo |
| Rumiñahui | 0 - 1 | Aucas            | Estadio El Chan                     | 18 de marzo |

| UTE              | 2 - 1 | Virginia  | Estadio de Nayón           | 24 de marzo |
| Chile            | 1 - 2 | USFQ      | Estadio El Chan            | 25 de marzo |
| Clan Juvenil     | 4 - 3 | Rumiñahui | Estadio Rumiñahui          | 25 de marzo |
| América de Quito | 0 - 3 | Cuniburo  | Estadio Olímpico Atahualpa | 25 de marzo |
| Real Sociedad    | 0 - 2 | JIT       | Estadio Rumiñahui          | 25 de marzo |

| UIDE      | 3 - 4 | América de Quito | Estadio Francisco Reinoso           | 31 de marzo |
| USFQ      | 0 - 0 | UTE              | Estadio Francisco Reinoso           | 31 de marzo |
| Cuniburo  | 4 - 1 | Real Sociedad    | Estadio Olímpico Guillermo Albornoz | 1 de abril  |
| Aucas     | 1 - 0 | Clan Juvenil     | Estadio de Sociedad Deportiva Aucas | 1 de abril  |
| Rumiñahui | 2 - 2 | Chile            | Estadio El Chan                     | 1 de abril  |

| UTE              | 4 - 3 | Rumiñahui | Estadio de Nayón           | 7 de abril |
| América de Quito | 1 - 2 | USFQ      | Estadio Olímpico Atahualpa | 7 de abril |
| Chile            | 1 - 4 | Aucas     | Estadio El Chan            | 8 de abril |
| JIT              | 5 - 2 | Cuniburo  | Estadio de Tabacundo       | 8 de abril |
| Real Sociedad    | 1 - 1 | UIDE      | Estadio Rumiñahui          | 8 de abril |

| UIDE         | 2 - 2 | JIT              | Estadio Universitario César Aníbal Espinoza | 14 de abril |
| Clan Juvenil | 0 - 1 | Chile            | Estadio Rumiñahui                           | 14 de abril |
| USFQ         | 2 - 0 | Real Sociedad    | Estadio Francisco Reinoso                   | 15 de abril |
| Aucas        | 2 - 0 | UTE              | Estadio de Sociedad Deportiva Aucas         | 15 de abril |
| Rumiñahui    | 1 - 1 | América de Quito | Estadio El Chan                             | 15 de abril |

| UTE              | 1 - 1 | Clan Juvenil | Estadio de Nayón                    | 21 de abril |
| América de Quito | 0 - 1 | Aucas        | Estadio El Chan                     | 22 de abril |
| Real Sociedad    | 2 - 0 | Rumiñahui    | Estadio Rumiñahui                   | 22 de abril |
| JIT              | 2 - 0 | USFQ         | Estadio de Tabacundo                | 22 de abril |
| Cuniburo         | 2 - 0 | UIDE         | Estadio Olímpico Guillermo Albornoz | 22 de abril |

| USFQ         | 1 - 2 | Cuniburo         | Estadio Francisco Reinoso           | 28 de abril |
| Clan Juvenil | 2 - 2 | América de Quito | Estadio Rumiñahui                   | 28 de abril |
| Aucas        | 4 - 0 | Real Sociedad    | Estadio de Sociedad Deportiva Aucas | 29 de abril |
| Chile        | 2 - 1 | UTE              | Estadio El Chan                     | 29 de abril |
| Rumiñahui    | 3 - 1 | JIT              | Estadio El Chan                     | 29 de abril |

| Real Sociedad    | 0 - 4 | Clan Juvenil | Estadio Rumiñahui                           | 5 de mayo |
| UIDE             | 2 - 1 | USFQ         | Estadio Universitario César Aníbal Espinoza | 5 de mayo |
| Cuniburo         | 4 - 0 | Rumiñahui    | Estadio Olímpico Guillermo Albornoz         | 5 de mayo |
| América de Quito | 2 - 1 | Chile        | Estadio El Chan                             | 6 de mayo |
| JIT              | 0 - 1 | Aucas        | Estadio de Tabacundo                        | 6 de mayo |

| Rumiñahui    | 3 - 0 | UIDE             | Estadio El Chan                     | 9 de mayo  |
| Clan Juvenil | 2 - 2 | JIT              | Estadio Rumiñahui                   | 9 de mayo  |
| Chile        | 3 - 1 | Real Sociedad    | Estadio El Chan                     | 9 de mayo  |
| UTE          | 2 - 1 | América de Quito | Estadio Francisco Reinoso           | 9 de mayo  |
| Aucas        | 3 - 1 | Cuniburo         | Estadio de Sociedad Deportiva Aucas | 16 de mayo |

| USFQ          | 0 - 0 | Rumiñahui    | Estadio El Chan                             | 12 de mayo |
| Cuniburo      | 0 - 1 | Clan Juvenil | Estadio Olímpico Guillermo Albornoz         | 12 de mayo |
| JIT           | 3 - 0 | Chile        | Estadio de Tabacundo                        | 12 de mayo |
| Real Sociedad | 1 - 2 | UTE          | Estadio Rumiñahui                           | 12 de mayo |
| UIDE          | 0 - 2 | Aucas        | Estadio Universitario César Aníbal Espinoza | 12 de mayo |

| UIDE          | 0 - 1 | Clan Juvenil     | Estadio Universitario César Aníbal Espinoza | 19 de mayo |
| JIT           | 2 - 1 | UTE              | Estadio de Tabacundo                        | 19 de mayo |
| USFQ          | 0 - 0 | Aucas            | Estadio Rumiñahui                           | 20 de mayo |
| Cuniburo      | 2 - 2 | Chile            | Estadio Olímpico Guillermo Albornoz         | 20 de mayo |
| Real Sociedad | 2 - 2 | América de Quito | Estadio Rumiñahui                           | 20 de mayo |

| Chile            | 0 - 1 | UIDE      | Estadio El Chan                     | 23 de mayo |
| Clan Juvenil     | 1 - 1 | USFQ      | Estadio Rumiñahui                   | 23 de mayo |
| UTE              | 0 - 0 | Cuniburo  | Estadio Francisco Reinoso           | 23 de mayo |
| América de Quito | 3 - 2 | JIT       | Estadio El Chan                     | 23 de mayo |
| Aucas            | 4 - 1 | Rumiñahui | Estadio de Sociedad Deportiva Aucas | 23 de mayo |

| UIDE      | 1 - 2 | UTE              | Estadio Francisco Reinoso           | 27 de mayo |
| USFQ      | 2 - 0 | Chile            | Estadio Francisco Reinoso           | 27 de mayo |
| Rumiñahui | 1 - 2 | Clan Juvenil     | Estadio El Chan                     | 27 de mayo |
| Cuniburo  | 2 - 1 | América de Quito | Estadio Olímpico Guillermo Albornoz | 27 de mayo |
| JIT       | 3 - 0 | Real Sociedad    | Estadio de Tabacundo                | 27 de mayo |

| América de Quito | 1 - 0 | UIDE      | Estadio El Chan           | 2 de junio |
| UTE              | 1 - 0 | USFQ      | Estadio Francisco Reinoso | 2 de junio |
| Real Sociedad    | 0 - 6 | Cuniburo  | Estadio Rumiñahui         | 3 de junio |
| Clan Juvenil     | 3 - 1 | Aucas     | Estadio Rumiñahui         | 3 de junio |
| Chile            | 4 - 2 | Rumiñahui | Estadio El Chan           | 3 de junio |

| Rumiñahui | 2 - 1 | UTE              | Estadio El Chan                     | 9 de junio |
| USFQ      | 1 - 1 | América de Quito | Estadio Francisco Reinoso           | 9 de junio |
| Aucas     | 6 - 1 | Chile            | Estadio de Sociedad Deportiva Aucas | 9 de junio |
| Cuniburo  | 1 - 0 | JIT              | Estadio Olímpico Guillermo Albornoz | 9 de junio |
| UIDE      | 1 - 1 | Real Sociedad    | Estadio Francisco Reinoso           | 9 de junio |

| América de Quito | 0 - 0 | Rumiñahui    | Estadio El Chan      | 16 de junio |
| Real Sociedad    | 2 - 2 | USFQ         | Estadio Rumiñahui    | 16 de junio |
| JIT              | 3 - 2 | UIDE         | Estadio de Tabacundo | 17 de junio |
| Chile            | 1 - 0 | Clan Juvenil | Estadio El Chan      | 17 de junio |
| UTE              | 2 - 0 | Aucas        | Estadio Rumiñahui    | 17 de junio |

| Clan Juvenil | 0 - 1 | UTE              | Estadio Rumiñahui                   | 20 de junio |
| Aucas        | 2 - 2 | América de Quito | Estadio de Sociedad Deportiva Aucas | 20 de junio |
| Rumiñahui    | 0 - 0 | Real Sociedad    | Estadio El Chan                     | 20 de junio |
| USFQ         | 2 - 1 | JIT              | Estadio Francisco Reinoso           | 20 de junio |
| UIDE         | 0 - 1 | Cuniburo         | Estadio Francisco Reinoso           | 20 de junio |

| América de Quito | 0 - 1 | Clan Juvenil | Estadio El Chan                     | 23 de junio |
| UTE              | 1 - 2 | Chile        | Estadio Francisco Reinoso           | 23 de junio |
| Cuniburo         | 3 - 0 | USFQ         | Estadio Olímpico Guillermo Albornoz | 24 de junio |
| Real Sociedad    | 0 - 2 | Aucas        | Estadio Rumiñahui                   | 24 de junio |
| JIT              | 1 - 2 | Rumiñahui    | Estadio de Tabacundo                | 24 de junio |

| Clan Juvenil | 1 - 2 | Real Sociedad    | Estadio Rumiñahui                   | 29 de junio |
| USFQ         | 1 - 0 | UIDE             | Estadio Francisco Reinoso           | 30 de junio |
| Rumiñahui    | 0 - 1 | Cuniburo         | Estadio El Chan                     | 1 de julio  |
| Chile        | 2 - 2 | América de Quito | Estadio El Chan                     | 1 de julio  |
| Aucas        | 2 - 1 | JIT              | Estadio de Sociedad Deportiva Aucas | 1 de julio  |

| América de Quito | 1 - 2 | UTE          | Estadio El Chan                     | 6 de julio |
| UIDE             | 3 - 1 | Rumiñahui    | Estadio Francisco Reinoso           | 7 de julio |
| Real Sociedad    | 3 - 1 | Chile        | Estadio Rumiñahui                   | 7 de julio |
| Cuniburo         | 0 - 0 | Aucas        | Estadio Olímpico Guillermo Albornoz | 7 de julio |
| JIT              | 2 - 2 | Clan Juvenil | Estadio de Tabacundo                | 8 de julio |

| Rumiñahui    | 2 - 0 | USFQ          | Estadio El Chan                     | 15 de julio |
| Clan Juvenil | 0 - 3 | Cuniburo      | Estadio Rumiñahui                   | 15 de julio |
| UTE          | 3 - 0 | Real Sociedad | Estadio Francisco Reinoso           | 15 de julio |
| Aucas        | 1 - 1 | UIDE          | Estadio de Sociedad Deportiva Aucas | 15 de julio |
| Chile        | 2 - 2 | JIT           | Estadio El Chan                     | 16 de julio |